# Iolanda Cañellas i Subías
Iolanda Cañellas Subías (Molins de Rei, Baix Llobregat, 13 de març de 1963) és una jugadora de waterpolo catalana, ja retirada.
Formada com a nedadora i waterpolista al CN Molins de Rei, va guanyar amb aquest club la primera edició de Lliga espanyola de waterpolo femenina el 1988. També va ser internacional amb la selecció espanyola en dotze ocasions. Després de la seva retirada, va exercir com a entrenadora de natació en categories de formació.

## Palmarès
- 1 Lliga espanyola de waterpolo femenina: 1987-88